# 1632 Siebohme
Siebohme (asteróide 1632) é um asteróide da cintura principal com um diâmetro de 26,7 quilómetros, a 2,2928777 UA. Possui uma excentricidade de 0,1364694 e um período orbital de 1 580,33 dias (4,33 anos).
Siebohme tem uma velocidade orbital média de 18,27852581 km/s e uma inclinação de 5,71614º.
Esse asteróide foi descoberto em 26 de Fevereiro de 1941 por Karl Reinmuth.